# Johnius dorsalis
Johnius dorsalis är en fiskart som först beskrevs av Peters, 1855.  Johnius dorsalis ingår i släktet Johnius och familjen havsgösfiskar. Inga underarter finns listade i Catalogue of Life.